# Chen Li (Mathematikerin)
Li Chen (chinesisch 陈丽, Pinyin Chén Lì; * 9. März 1973) ist eine deutsche Mathematikerin. 

## Leben
Sie wurde 2001 an der Jilin-Universität in Changchun promoviert und war Postdoc an der chinesischen Akademie der Wissenschaften und der Universität Mainz. Von 2003 bis 2014 war sie Associate Professor an der Tsinghua-Universität, Peking. Seit 2014 hat sie den Lehrstuhl für Mathematik IV an der Universität Mannheim inne. Sie hatte Gastprofessuren in L’Aquila (Italien) und München inne. Sie arbeitet über partielle Differentialgleichungen, mathematische Physik und Biomathematik.

## Schriften und Bücher (Auswahl)
Chen Li publizierte zahlreiche Schriften und Aufsätze, darunter
- mit Ansgar Jüngel: Analysis of a multidimensional parabolic population model with strong cross-diffusion. SIAM Journal of Differential Equations 36, 301-322 (2004)
- mit Ansgar Jüngel: "Analysis of a parabolic cross-diffusion population model without self-diffusion". Journal of Differential Equations 32, 39-59 (2006)
- mit J.O. Lee und B. Schlein: Rate of convergence towards Hartree dynamics. Journal of Statistical Physics, 144, 872-903 (2011)